# Colostethus ruthveni
Espèce
Statut de conservation UICN

 NT  : Quasi menacé
Colostethus ruthveni est une espèce d'amphibiens de la famille des Dendrobatidae.

## Répartition
Cette espèce est endémique du département de Magdalena en Colombie. Elle se rencontre de 680 à 1 540 m d'altitude sur le versant Nord-Ouest de la Sierra Nevada de Santa Marta.

## Étymologie
Cette espèce est nommée en l'honneur d'Alexander Grant Ruthven.

## Publication originale
- Kaplan, 1997 : A new species of Colostethus from the Sierra Nevada de Santa Marta (Colombia) with comments on intergeneric relationships within the Dendrobatidae. Journal of Herpetology, vol. 31, no 3, p. 369-375.